# Степаньково (Бежецький район)
Степаньково (рос. Степаньково) — присілок в Бежецькому районі Тверської області Російської Федерації.
Населення становить 7 осіб. Входить до складу муніципального утворення Пореч'євське сільське поселення.

## Історія
Від 2005 року входить до складу муніципального утворення Пореч'євське сільське поселення.

## Населення
| 2008 | 2010 |
| ---- | ---- |
| 15   | ↘7   |